# Lysjanka
Lysjanka (ukrajinsky Лисянка, rusky Лысянка, polsky Łysianka) je sídlo městského typu ležící na střední Ukrajině, v Čerkaské oblasti, cca 190 km jižně od Kyjeva a 120 km západně od Čerkas, do roku 2020 byla správní střediskem zaniklého Lysjanského rajónu. V Lysjance žije přibližně 8 200 obyvatel. V roce 2006 zde žilo 8 147 obyvatel.

## Stručné dějiny městečka
Nejstarší doklady o osídlení zdejšího území pocházejí z 8. století př. n. l.. Městečko samotné bylo založeno u soutoku říček Lysjanka (dnes je vyschlá) a Hnylyj Tikyč. Podle jedné hypotézy bylo městečko pojmenováno podle řeky, podle jiné dostaly řeka i městečko název podle lesů, které pokrývaly celý kraj, a podle třetí hypotézy názvy evokují spáleniště, jež v kraji zůstalo po mongolsko-tatarských nájezdech. Podle některých ukrajinských pramenů byla Lysjanka založena koncem 14. století na místě starší osady. Podle polských pramenů zde byla do konce 16. století „pustina“, tedy neobydlený, zalesněný kraj, který spadal pod „starostství“ (tenuta) bělocerkevské. Požadavek na lepší zabezpečení kraje proti tatarským nájezdům vedl ke snahám o osídlení „pustin za Bílou Cerekví“, takže stavy polsko-litevského státu (Rzeczpospolita) roku 1590 povolily králi Zikmundovi III. Vasovi přidělovat území v tomto kraji šlechticům a zasloužilým osobnostem. Roku 1593 tak získal do správy rozsáhlé panství v okolí dnešní Lysjanky sandoměřský šlechtic Walenty Czermiński. Toto rozhodnutí vyvolalo protesty měšťanů Bílé Cerekve, kteří na základě „práva prvního držitele“ považovali pozemky za své vlastnictví, již dříve tam zakládali jednotlivé usedlosti a využívali lesy jako svá loviště. Czermiński zemřel dříve, než stačil kraj osídlit. Území bylo převedeno pod „starostství“ korsuňské a král roku 1622 udělil tamnímu starostovi (tenutarius) – polskému šlechtici Janu Daniłowiczovi, vévodovi ruskému – privilegium k založení opevněného městečka s obrannou tvrzí (tzv. zámek). Lysjanka obdržela magdeburská městská práva, měšťané byli povinni udržovat výzbroj k obraně městečka.
Dějiny městečka byly pohnuté, podepsala se na nich všechna ukrajinská povstání, několik válek i bolševická vláda a hladomory. Roku 1630 vypuklo na pravobřežní Ukrajině selsko-kozácké povstání pod vedením záporožského „neregistrovaného“ hetmana Tarase Fedoroviče, k němuž se přidalo zdejší ukrajinské obyvatelstvo a během nějž byla z Lysjanky a okolí vyhnána polská šlechta a Židé. Polská vojska Stanisława Koniecpolského v rámci odvety vtrhla na Velikonoce do Lysjanky a během bohoslužeb v kostele povraždila velkou část obyvatelstva včetně žen a dětí. Během kozácko-selského povstání Bohdana Chmelnického proti šlechtě polsko-litevského státu (1648–1655) v Lysjance vznikla kozácká setnina, později přeměněná na samostatný kozácký pluk pod velením Maxima Krivonise a po jeho smrti Danka Jakimoviče. Po potlačení povstání a skončení polsko-ruských bojů zůstala Lysjanka v rámci pravobřežní Ukrajiny pod polsko-litevskou správou. V letech 1664–1665 se Lysjanka stala jedním ze středisek povstání kozáků V. Varenicy a Semjona Vysočana. Stejně jako v jiných kozáckých městech se povstalci opevnili a Lysjanka odolala 26dennímu obléhání vojskem pod velením hetmana Pavla Teterji Morzkowského. Roku 1671 postihl celé město velký požár. Roku 1674 opustili téměř všichni obyvatelé Lysjanku a uchýlili se do levobřežní části Ukrajiny před vojsky hetmana Petra Dorošenka, který se spojil s tureckým sultánem Mehmedem IV. a tatarským chánem Selimem I. Girajem ve snaze vytvořit kozácký stát pod ochranou Osmanské říše. Kozácko-turecko-tatarská vojska opuštěné město vypálila a vyplenila. V letech 1702–1704 byli v obnovené Lysjance znovu pobiti či vyhnáni Poláci a Židé během povstání kozáckého plukovníka Semena Palije Hurka, které bylo poraženo až s pomocí ruského cara Petra Velikého a hetmana Ivana Mazepy. Roku 1768 dobyli Lysjanku kozáčtí povstalci hajdamackého vůdce Maxim Zalizňaka a pobili polskou posádku, šlechtice, bohatší měšťany i židovské obyvatele. Ještě v témže roce se situace opakovala, když do Lysjanky dorazily oddíly vůdce Buhaje. Jeho skupina však byla hned vzápětí rozprášena umaňskými kozáky. Jedním z důsledků hajdamackého povstání bylo oslabení polsko-litevského státu a vznik ruského protektorátu nad ním (od roku 1768). Při druhém Dělení Polska (1792–1793) pak byla Lysjanka v rámci celé pravobřežní Ukrajiny připojena k Ruskému impériu.

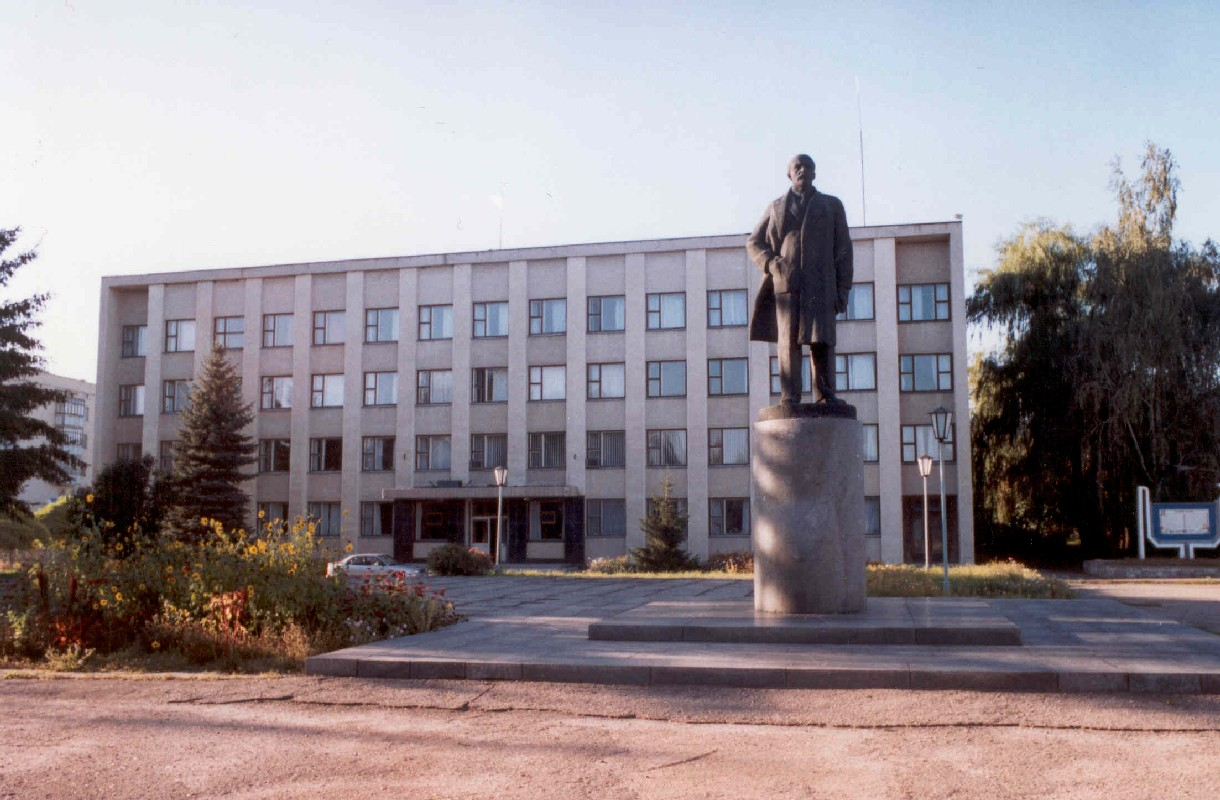
Náměstí Míru v Lysjance s budovou okresního úřadu s bývalým památníkem V. I. Lenina

Celé 19. století znamenalo pro Lysjanku období klidu a postupného rozvoje. Vznikly zde první průmyslové podniky – lihovar, pivovar, cihelna, vodní i větrný mlýn, krupárna, lisovna oleje. Období prosperity se projevilo i ve výstavnosti městečka – stálo zde šest pravoslavných chrámů, starý dřevěný farní kostel při klášteru františkánů nahradil kostel kamenný, později opatřený dvěma věžemi. Byl založen špitál a starobinec pro nemajetné pravoslavné i katolíky. Uvažovalo se o vybudování lázní kolem železitých pramenů. Poslednímu polsko-litevskému vlastníkovi Lysjanky knížeti Wilhelmovi Radziwillovi byl všechen majetek včetně městečka zkonfiskován na příkaz cara za účast v proticarském povstání v letech 1863–1864. V roce 1870 panství koupil ruský generál-adjunkt M. G. Kaznakov a v majetku jeho rodiny zůstalo až do roku 1907. Po roce 1905 zasáhly revoluční bouře i zdejší kraj, ale byly rychle potlačeny a 21 hlavních organizátorů skončilo ve vyhnanství. Po první světové válce byla Lysjanka v centru regionálního kozáckého povstání proti německé a rakouské armádě, které během občanské války podporovaly posledního hetmana Pavla Skoropadského. V srpnu 1920 již byl celý kraj ovládán bolševickou Rudou armádou.
V letech 1932–1933 postihl i Lysjanku hladomor, kterému padlo za oběť přes 1 200 obyvatel. Na konci 30. let 20. století se Lysjance nevyhnuly ani stalinské represe pod záminkou potírání ukrajinského buržoazního nacionalismu. Za druhé světové války proběhla v únoru 1944 v okolí Lysjanky několikadenní tanková bitva v rámci významné Korsuň-Ševčenkovské operace.
Roku 1923 se Lysjanka stala střediskem nově vytvořeného Lysjanského rajónu, který byl součástí Ševčenkovského okruhu (s centrem v Korsuni) Kyjevské gubernie, později oblasti. Při reformě územního uspořádání roku 1954 byl celý rajón začleněn do nově vytvořené Čerkaské oblasti. Při administrativně-teritoriální reformě v červenci 2020 byl počet rajónů oblasti snížen ze dvaceti na čtyři a území Lysjanského rajónu se stalo součástí Zvenyhorodského rajónu.

### Židovská komunita Lysjanky
Židé začali na území dnešní Ukrajiny ve větší míře přicházet v 16. století. Od roku 1791 jim bylo carským rozhodnutím povoleno usídlení pouze v pravobřežní části země. V okolí Lysjanky vznikly tři židovské obce: Bojarka, Vynohrad a největší samotná Lysjanka, v níž byla později vybudována i synagoga. Patrně největšího rozmachu dosáhla lysjanská židovská obec koncem 19. a začátkem 20. století, kdy čítala asi 2 300 obyvatel, kteří tvořili téměř třetinu zdejší populace. Roku 1909 byla při zdejší synagoze dokonce otevřena škola, kterou navštěvovalo 120 žáků.
Součástí dějin Lysjanky byly i rozsáhlé protižidovské násilnosti, k nimž došlo především během hajdamackého povstání v 18. století, ale i v několika jiných obdobích. Lysjanský pogrom, k němuž došlo po Říjnové revoluci během občanské války, se stal výchozím motivem románu Stavr i Sara ruského spisovatele Leonida Latynina. Německá nacistická okupační moc během druhé světové války přinesla úplnou likvidaci zdejší židovské komunity. Dnes jsou jediným dokladem o někdejší existenci zdejší židovské obce torza dvou židovských hřbitovů na návrší nad Lysjankou.

## Osobnosti spjaté s městečkem
- Podle jedné hypotézy se v polovině 16. století v některé usedlosti na místě budoucí Lysjanky narodil otec Bohdana Chmelnického Michal. Podle jiné hypotézy se zde roku 1595 narodil sám Bohdan Chmelnický.
- Taras Ševčenko, ukrajinský básník, spisovatel a malíř, zde roku 1826 pobýval u svého strýce a učil se malovat. Událost připomíná nedokončený památník Ševčenkova studna, který je budován od roku 1989. V parku před kulturním domem stojí Ševčenkův pomník.
- Leo Birinski, židovský dramatik, filmový scenárista a režisér, se roku 1884 v Lysjance pravděpodobně narodil.

## Pamětihodnosti městečka
- Ševčenkova studna (Шевченкова криниця) – nedokončený památník Ševčenkova pobytu v Lysjance.
- Regionální muzeum.
- Torza dvou židovských hřbitovů s několika náhrobními kameny.
- Polský hřbitov s pomníky ve tvaru stromů z 19. století.

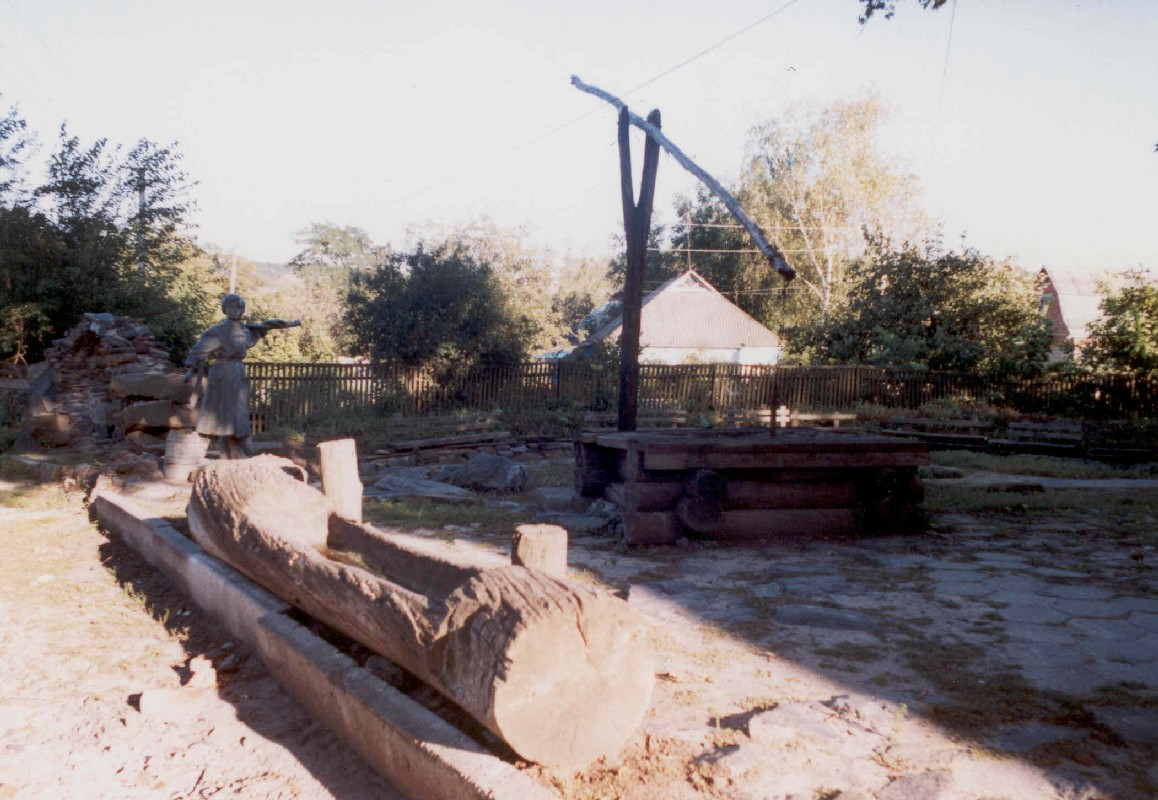
Nedokončený památník Ševčenkova studna.
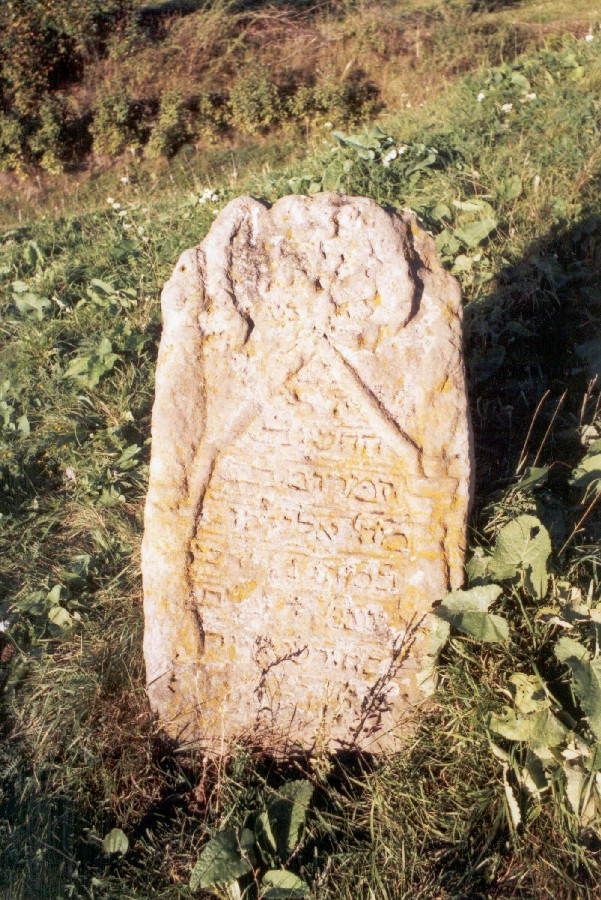
Jeden z mála zbylých náhrobních kamenů na torzu židovských hřbitovů.
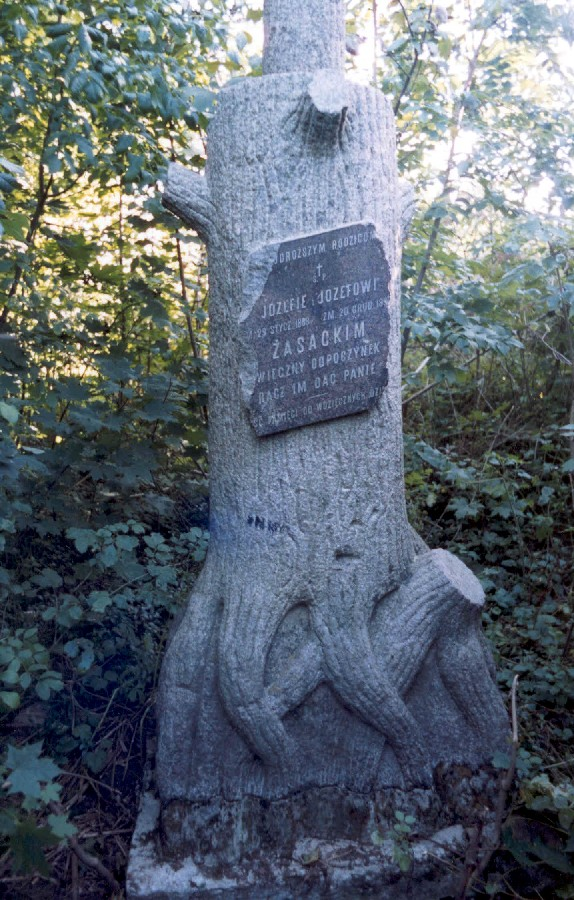
Náhrobek na polském hřbitově.